# Богров, Дмитрий Григорьевич
Дми́трий Григо́рьевич Богро́в (29 января [10 февраля] 1887 — 12 [25] сентября 1911, Киев) — русский анархист-террорист, секретный осведомитель охранного отделения (агентурный псевдоним Аленский), в 1911 году лично осуществивший убийство П. А. Столыпина.

## Биография
Родился 29 января (по старому стилю) 1887 года в Киеве в состоятельной еврейской семье. Его отец — Григорий Григорьевич Богров (1851—?) был присяжным поверенным и крупным домовладельцем, состояние которого оценивалось в полмиллиона рублей. Мать — Екатерина Яковлевна Богрова (в девичестве Рашкевич, 1860—?), из семьи оршанского мещанина. Родители заключили брак в Киеве 16 июня 1883 года. У него был старший брат Владимир (24 мая 1884 — ?), присяжный поверенный Киевского, затем Петроградского судебного округа, в 1927—1933 годах член Союза русской присяжной адвокатуры в Германии, автор книги «Дм. Богров и убийство Столыпина» («Разоблачение действительных и мнимых тайн». Берлин: «Стрела», 1931). Дед — писатель Григорий Исаакович Богров.
Учился в первой киевской гимназии. В ноябре 1905 года поступил на юридический факультет Мюнхенского университета (где обучался и его брат Владимир). Увлёкся трудами теоретиков анархизма — Петра Кропоткина, Макса Штирнера. В 1906 году вернулся в Киев, возобновил занятия в Киевском университете, который закончил в 1910 году. С конца 1906 года вступил в киевскую группу анархистов-коммунистов. Через несколько месяцев добровольно предложил свои услуги Киевскому охранному отделению. В качестве платного агента (агентурный псевдоним Аленский/Капустянский — для внутреннего употребления среди сыщиков) сотрудничал с охранным отделением до 1910 года, выдал ряд анархистов и эсеров, получая в месяц до 150 рублей. В частности, по его доносам в конце 1907 — начале 1908 года было арестовано большинство членов анархической группы Сандомирского. В декабре 1907 года, опасаясь слежки, уехал в Баку к дяде — врачу-отоларингологу Юзефу (Иосифу) Григорьевичу Богрову (1858—?), ординатору Михайловской больницы, удостоенному Анненского оружия с надписью «За храбрость» и награждённому орденами Святого Станислава II и III степени и Святой Анны III степени. Вернулся в Киев в феврале 1908 года. После ареста и освобождения в сентябре 1908 года уехал с матерью заграницу и возвратился в Киев только в конце апреля 1909 года.
В письме от 1 декабря 1910 года Д. Г. Богров утверждал:

Я стал отчаянным неврастеником… В общем же всё мне порядочно надоело и хочется выкинуть что-нибудь экстравагантное, хотя и не цыганское это дело.
После окончания в феврале 1910 года университетского курса, с февраля по ноябрь 1910 года служил помощником присяжного поверенного в Петербурге и в Комитете по фальсификации пищевых продуктов при Министерстве торговли и промышленности. Проживал в Киеве, во флигеле отцовского дома на Бибиковском бульваре, который сохранился до настоящего времени. В 1910 году в связи с тем, что в подпольных кругах распространились подозрения в провокаторстве Богрова, он временно прервал отношения с полицией. С декабря 1910 по февраль 1911 года жил в Ницце, в июне — августе 1911 года на семейной даче в Потоках Кременчугского уезда. В 1911 году, в конце августа, перед приездом в Киев императора Николая II со свитой на торжества, посвящённые открытию памятника Александру II, явился в Киевское охранное отделение с сообщением о якобы готовящемся эсерами покушении на одного из сановников.
1 сентября 1911 года Богров написал прощальное письмо родителям со словами: «… я всё равно бы кончил тем, чем сейчас кончаю». В тот же день по пропуску, выданному начальником Киевского охранного отделения Н. Н. Кулябко с согласия П. Г. Курлова, А. И. Спиридовича и М. Н. Веригина, прошёл в городской оперный театр и во время второго антракта спектакля «Сказание о царе Салтане» смертельно ранил из браунинга председателя Совета министров П. А. Столыпина. Был схвачен на месте. Мотивом для покушения, возможно, было то, что Богров видел в Столыпине вдохновителя политической реакции. По приговору военно-окружного суда был приговорён к смертной казни и повешен в ночь на 12 сентября в Лысогорском форте.
В отличие от крайне быстрых, по тогдашним меркам, судопроизводства и казни Богрова, расследование в отношении замешанных должностных лиц велось медленно и окончилось практически ничем. В январе 1913 года сенаторская ревизия (комиссия) под руководством М. И. Трусевича подготовила обвинительный акт, однако дело в отношении Курлова, Веригина и Спиридовича было прекращено по указанию Николая II, а срок заключения подполковника Кулябко был сокращён царём с 16 месяцев до четырёх.

## Из воспоминаний современников
В своих показаниях и последующей книге брат Д. Г. Богрова, Владимир, доказывал, что причиной сотрудничества брата-анархиста с полицией стала не материальная заинтересованность или идеологические шатания, а замысел продемонстрировать несостоятельность системы политического сыска и тем самым дискредитировать её в глазах правительства.

Был ли Дмитрий Богров романтиком? Нет. В нём жило что-то трезвенное, деляческое, запылённо-будничное, как вывеска бакалейной лавочки… Я очень легко представляю Богрова подрядчиком по починке больничных крыш, неплохим коммивояжёром шпагатной фабрики… И он бы серо и нудно делал нудное дело. Но точно так же представляю себе и такой финал: в местной газете, в отделе происшествий появляется петитом набранная заметка: «В гостинице „Мадрид“ покончил самоубийством коммивояжёр шпагатной фабрики Д. Богров. Причины самоубийства не выяснены».
— Былое. — 1924. — № 26. — С. 154. Цит. по: Аврех А. Я. П. А. Столыпин и судьбы…

Его звали Багров. Несколько лет спустя он стрелял из револьвера в Киевском оперном театре в царского министра Столыпина, убил его и был повешен. На суде Багров держался лениво и спокойно. Когда ему прочли приговор, он сказал: «Мне совершенно всё равно, съем ли я ещё две тысячи котлет в своей жизни или не съем».— К. Паустовский «Повесть о жизни»/книга первая «Далёкие годы»
После покушения на Столыпина в прессе появилась и в последующие десятилетия тиражировалась информация, что настоящие имя и отчество Богрова — Мордко (или Мордехай) Гершкович. На самом деле это утверждение не соответствует истине.

## Семья
Двоюродным братом отца был доктор медицины С. Л. Богров. Владимир Богров указывает в биографической справке о своём младшем брате, что тот был под большим влиянием другого двоюродного брата их отца — Сергея Евсеевича Богрова (19 сентября 1881, Симферополь — после 1941), выпускника юридического факультета Университета Святого Владимира (1909), росшего в их киевском доме; впоследствии присяжного поверенного, члена РСДРП(б), советского партийного деятеля, консула СССР в Генуе и начальника сектора иностранной литературы Главлита.